# تشارلز كيرك كلارك
تشارلز كيرك كلارك هو طبيب نفسي كندي، ولد في 1857، وتوفي في 20 يناير 1924.